# Список антикоррупционных агентств
Антикоррупционные органы — это специализированные государственные учреждения, созданные для выявления, расследования и пресечения коррупции в государственных и частных структурах. В зависимости от политической системы и законодательства страны, эти органы могут иметь различную структуру, полномочия и уровень независимости.

## Африка
- Ботсвана: Директорат по борьбе с коррупцией и экономическими преступлениями
- Гана: Комиссия по правам человека и административному правосудию
- Кения: Комиссия по вопросам этики и борьбы с коррупцией
- Нигерия: Комиссия по экономическим и финансовым преступлениям; Независимая комиссия по борьбе с коррупцией
- ЮАР: Специальное следственное управление; Директорат расследований при Национальной прокуратуре

## Америка
- Бразилия: Федеральное контролирующее управление; Федеральная полиция
- Канада: Комиссар по этике и конфликту интересов
- Колумбия: Генеральная инспекция; Секретариат по вопросам прозрачности
- Мексика: Секретариат государственной службы
- США: Управление правительственной этики; Министерство юстиции — Отдел по борьбе с коррупцией

## Азия
- Китай: Центральная комиссия КПК по проверке дисциплины; Национальная контрольная комиссия
- Гонконг: Независимая комиссия по борьбе с коррупцией
- Индия: Центральная комиссия по бдительности; Центральное бюро расследований
- Индонезия: Комиссия по искоренению коррупции
- Малайзия: Малайзийская антикоррупционная комиссия
- Филиппины: Офис Омбудсмена
- Сингапур: Бюро расследования коррупционных практик
- Южная Корея: Комиссия по гражданским правам и борьбе с коррупцией
- Таиланд: Национальная антикоррупционная комиссия

## Европа
- Великобритания: Управление по борьбе с крупным мошенничеством; Национальное агентство по борьбе с преступностью
- Германия: Федеральная счётная палата; Прокуратура
- Италия: Национальное антикоррупционное управление
- Россия: Следственный комитет; УФСБ по противодействию коррупции; Главное управление экономической безопасности и противодействия коррупции МВД
- Франция: Высший орган по прозрачности общественной жизни
- Швеция: Национальное антикоррупционное подразделение
- Украина: Национальное антикоррупционное бюро Украины; Специализированная антикоррупционная прокуратура

## Океания
- Австралия: Национальная антикоррупционная комиссия
- Новая Зеландия: Управление по борьбе с тяжёлыми видами мошенничества; Комиссия государственной службы

## Международные и региональные организации
- Европейский союз: Европейское бюро по борьбе с мошенничеством; Европейская прокуратура
- ООН: Управление ООН по наркотикам и преступности
- Всемирный банк: Вице-президент по вопросам внутренней добропорядочности